# 자브리스키 포인트
《자브리스키 포인트》(영어: Zabriskie Point)는 1970년 개봉한 미국의 드라마 영화이다. 미켈란젤로 안토니오니가 감독과 공동각본을 맡았다.

## 출연

### 주연
- 마크 프레쳇테
- 다리아 핼프린

### 조연
- 폴 픽스
- G.D. 스프라들린
- 캐슬린 클리버
- 로드 테일러
- 해리슨 포드

## 기타
- 미술: 딘 타불라리스
- 의상: 레이 서머스

## 같이 보기
- Zabriskie Point